# فتيات الحلم (فلم)
فتيات الحلم (بالإنجليزية: Dreamgirls) هو فيلم موسيقي أمريكي أنتج عام 2006, ترشح لـ 8 جوائز أوسكار فاز بإثنتين منها. والفيلم من بطولة جيمي فوكس، بيونسيه نويلز، إيدي ميرفي، وجنيفر هدسون. ومن إخراج بيل كوندون.

## القصة
تدور أحداث الفيلم في ديترويت في مرحلة تبدأ في أوائل الستينيات وتنتهي في منتصف السبعينيات في القرن العشرين. وأبطال الفيلم فريق غنائي نسائي مؤلف من 3 فتيات يطلقن على أنفسهن اسم «دريميتس». إيفي (جنيفر هدسون) هي المغنية الرئيسية للفرقة، ودينا (بيونسيه نويلز) هي المغنية المساندة، بالإضافة للوريل (أنيكا نوني روز).
كاتب كلمات الأغاني للفريق شقيق إيفي، ويدعى سي سي (كيث روبينسون), وكل ما ينقص الفرقة هو مدير أعمال قادر على منحهم فرصة للوصول بفنهن للناس. وفي إحدى الليالي وبعد مشاركة الفرقة في مسابقة للمواهب، تلفت الفتيات أنظار كرتيس تايلور جونيور (جيمي فوكس). والذي كلف بمهمة إيجاد مغنيات مساندات للأسطورة جيمس «ثندر» إيرلي (إيدي ميرفي).
تتردد إيفي في البداية لأنها مغنية رئيسية ولا تغني ككورال، لكن إغراء المال جعلها توافق. وبمجرد أن يلقى كرتيس فرصة للنجاح يقرر إطلاق الفرقة بشكل مستقل ولكن ولأسباب تسويقية يقرر أن يضع الجميلة والفاتنة دينا بموقع المغنية الرئيسية، مع أن صوت إيفي هو الأفضل. وعلى الرغم من أن إيفي توافق على هذا الأمر في البداية، ويحقق الفريق نجاحا باهرا، تبدأ الغيرة التي تشعر بها إيفي بالظهور، وتواجه الفرقة ((دريم غيرلز)) أول أزماتها ولكنها ليست الأخيرة.

## الميزانية والإيرادات
بلغت تكلفة إنتاج الفيلم حوالي 80 مليون دولار بينما حقق أرباحا تقدر بـ103,365,956 مليون دولار.

## وصلات خارجية
- مقالات تستعمل روابط فنية بلا صلة مع ويكي بيانات